# PDLIM4
PDLIM4 (англ. PDZ and LIM domain 4) – білок, який кодується однойменним геном, розташованим у людей на короткому плечі 5-ї хромосоми. Довжина поліпептидного ланцюга білка становить 330 амінокислот, а молекулярна маса — 35 398.
| 10         |  | 20         |  | 30         |  | 40         |  | 50         |
| ---------- |  | ---------- |  | ---------- |  | ---------- |  | ---------- |
| MPHSVTLRGP |  | SPWGFRLVGG |  | RDFSAPLTIS |  | RVHAGSKAAL |  | AALCPGDLIQ |
| AINGESTELM |  | THLEAQNRIK |  | GCHDHLTLSV |  | SRPEGRSWPS |  | APDDSKAQAH |
| RIHIDPEIQD |  | GSPTTSRRPS |  | GTGTGPEDGR |  | PSLGSPYGQP |  | PRFPVPHNGS |
| SEATLPAQMS |  | TLHVSPPPSA |  | DPARGLPRSR |  | DCRVDLGSEV |  | YRMLREPAEP |
| VAAEPKQSGS |  | FRYLQGMLEA |  | GEGGDWPGPG |  | GPRNLKPTAS |  | KLGAPLSGLQ |
| GLPECTRCGH |  | GIVGTIVKAR |  | DKLYHPECFM |  | CSDCGLNLKQ |  | RGYFFLDERL |
| YCESHAKARV |  | KPPEGYDVVA |  | VYPNAKVELV |  |            |  |            |

A: Аланін

C: Цистеїн

D: Аспарагінова кислота

E: Глутамінова кислота

F: Фенілаланін

G: Гліцин

H: Гістидин

I: Ізолейцин

K: Лізин

L: Лейцин

M: Метіонін

N: Аспарагін

P: Пролін

Q: Глутамін

R: Аргінін

S: Серин

T: Треонін

V: Валін

W: Триптофан

Кодований геном білок за функцією належить до фосфопротеїнів. 
Задіяний у таких біологічних процесах, як альтернативний сплайсинг, поліморфізм. 
Білок має сайт для зв'язування з іонами металів, іоном цинку. 